# Horacio Orzán
Horacio De Dios Orzán (Santa Sylvina, 14 aprile 1988) è un calciatore argentino, centrocampista del Melgar.

## Caratteristiche tecniche
È un centrocampista centrale che può giocare anche sulla fascia.

## Palmarès

### Club

#### Competizioni nazionali
- Campionato argentino: 1

Newell's: Final 2013